# Euphyia separata
Euphyia separata är en fjärilsart som beskrevs av Romaniszyn 1929. Euphyia separata ingår i släktet Euphyia och familjen mätare. Inga underarter finns listade i Catalogue of Life.